# Escudo de San Juan (Puerto Rico)
El 8 de marzo de 1948, la alcaldía de San Juan adoptó oficialmente como la primera bandera de la ciudad un campo de color naranja, en el centro de la cual es el Escudo de Armas de la Ciudad. El color naranja se basa y toma del presbítero Diego de Torres Vargas el texto dice:

"Escudo de armas dado a Puerto Rico por los Reyes Católicos en el año de 1511, siendo Procurador un vecino llamado Pedro Moreno. Son : un cordero blanco con su banderilla colorada, sobre un libro, y todo sobre una isla verde, que es la de Puerto Rico, y por los lados una F y una I, que quiere decir Fernando e Isabel, los Reyes Católicos que se las dieron, y hoy se conservan en el estandarte real, que es de damasco anaranjado, con que se ganó la ciudad"

Parece que el color se cambió de naranja a blanco en algún momento.

Histórico escudo de la ciudad de San Juan concedido por los Reyes Católicos.
Escudo actual
Bandera actual de la ciudad.